# Olympische Winterspiele 2022/Teilnehmer (Lettland)
| Gelbes Symbol für Goldmedaillen mit stilisierten Olympischen Ringen | Graues Symbol für Silbermedaillen mit stilisierten Olympischen Ringen | Braundes Symbol für Bronzemedaillen mit stilisierten Olympischen Ringen |
| ------------------------------------------------------------------- | --------------------------------------------------------------------- | ----------------------------------------------------------------------- |
| —                                                                   | —                                                                     | 1                                                                       |

Lettland nahm an den Olympischen Winterspielen 2022 in Peking mit 60 Athleten, davon 49 Männer und 11 Frauen, in elf Sportarten teil. Es war die zwölfte Teilnahme des Landes an Olympischen Winterspielen.

## Medaillen

### Medaillenspiegel
| Rang   | Sportart   | Gold | Silber | Bronze | Gesamt |
| ------ | ---------- | ---- | ------ | ------ | ------ |
| 1      | Rennrodeln | —    | –      | 1      | 1      |
| Gesamt | Gesamt     | 0    | 0      | 1      | 1      |

### Medaillengewinner
| Name/n                                                    | Sportart   | Wettkampf    |
| --------------------------------------------------------- | ---------- | ------------ |
| Bronze                                                    |            |              |
| Elīza Tīruma Kristers Aparjods Mārtiņš Bots Roberts Plūme | Rennrodeln | Team-Staffel |

## Teilnehmer nach Sportarten

### Biathlon
| Athleten      | Wettbewerbe      | Zeit        | Fehler      | Rang |
| ------------- | ---------------- | ----------- | ----------- | ---- |
| Frauen        |                  |             |             |      |
| Baiba Bendika | 7,5 km Sprint    | 23:20,7 min | 3 (1+2)     | 50   |
| Baiba Bendika | 10 km Verfolgung | 41:11,9 min | 6 (2+1+2+1) | 48   |
| Baiba Bendika | 15 km Einzel     | 51:10,3 min | 6 (1+3+0+2) | 58   |

### Bob
| Athleten                                                    | Wettbewerb | Lauf 1      | Lauf 1 | Lauf 2      | Lauf 2 | Lauf 3      | Lauf 3 | Lauf 4      | Lauf 4 | Gesamt      | Gesamt |
| Athleten                                                    | Wettbewerb | Zeit        | Rang   | Zeit        | Rang   | Zeit        | Rang   | Zeit        | Rang   | Zeit        | Rang   |
| ----------------------------------------------------------- | ---------- | ----------- | ------ | ----------- | ------ | ----------- | ------ | ----------- | ------ | ----------- | ------ |
| Männer                                                      |            |             |        |             |        |             |        |             |        |             |        |
| Oskars Ķibermanis Matīss Miknis                             | Zweierbob  | 59,65 s     | 10     | 59,94 s     | 7      | 59,82 s     | 10     | 59,93 s     | 5      | 3:59,34 min | 9      |
| Emīls Cipulis Edgars Nemme                                  | Zweierbob  | 1:00,00 min | 18     | 1:00,24 min | 16     | 1:00,20 min | 16     | 1:00,46 min | 18     | 4:00,90 min | 17     |
| Oskars Ķibermanis Dāvis Spriņģis Matīss Miknis Edgars Nemme | Viererbob  | 58,70 s     | 7      | 58,86 s     | 2      | 58,41 s     | 4      | 59,30 s     | 5      | 3:55,27 min | 5      |

### Eishockey
| Wettbewerb                 | Männer |
| -------------------------- | --- |
| Athleten                   | Rodrigo Ābols Toms Andersons Uvis Jānis Balinskis Oskars Batņa Rihards Bukarts Oskars Cibuļskis Lauris Dārziņš Kaspars Daugaviņš Andris Džeriņš Mārtiņš Dzierkals Ralfs Freibergs Kristers Gudļevskis Miks Indrašis Jānis Jaks Nikolajs Jeļisejevs Jānis Kalniņš Mārtiņš Karsums Ronalds Ķēniņš Renārs Krastenbergs Arturs Kūlda Roberts Mamčics Gints Meija Patriks Ozols Ivars Punnenovs Nauris Sejejs Deniss Smirnovs Kristaps Zīle |
| Trainer                    | Harijs Vītoliņš |
| Gruppenphase               | Schweden 2:3 (0:1, 1:2, 1:0) Finnland 1:3 (0:0, 0:1, 1:2) Slowakei 2:5 (1:1, 0:2, 1:2) |
| Viertelfinal-Qualifikation | Dänemark 2:3 (1:1, 1:1, 0:1) |
| Platzierung                | 11. Platz |

### Eiskunstlauf
| Athleten         | Wettbewerbe | Kurzprogramm/-tanz | Kurzprogramm/-tanz | Kür/Kürtanz | Kür/Kürtanz | Gesamt | Gesamt |
| Athleten         | Wettbewerbe | Punkte             | Rang               | Punkte      | Rang        | Punkte | Rang   |
| ---------------- | ----------- | ------------------ | ------------------ | ----------- | ----------- | ------ | ------ |
| Männer           |             |                    |                    |             |             |        |        |
| Deniss Vasiļjevs | Einzel      | 85,30              | 16                 | 167,41      | 12          | 252,71 | 13     |

### Eisschnelllauf
| Athleten       | Wettbewerbe | Zeit        | Rang |
| -------------- | ----------- | ----------- | ---- |
| Männer         |             |             |      |
| Haralds Silovs | 1500 m      | 1:48,24 min | 24   |

| Athleten       | Wettbewerbe | Halbfinale | Halbfinale | Finale        | Finale        | Rang |
| Athleten       | Wettbewerbe | Punkte     | Rang       | Punkte        | Rang          | Rang |
| -------------- | ----------- | ---------- | ---------- | ------------- | ------------- | ---- |
| Männer         |             |            |            |               |               |      |
| Haralds Silovs | Massenstart | 3          | 9          | ausgeschieden | ausgeschieden | 17   |

### Nordische Kombination
| Athleten            | Wettbewerb              | Skispringen | Skispringen | Skispringen | Langlauf    | Langlauf | Rang |
| Athleten            | Wettbewerb              | Weite       | Punkte      | Rang        | Zeit        | Rang     | Rang |
| ------------------- | ----------------------- | ----------- | ----------- | ----------- | ----------- | -------- | ---- |
| Männer              |                         |             |             |             |             |          |      |
| Markuss Vinogradovs | Gundersen Normalschanze | 72,0 m      | 55,0        | 43          | 34:34,4 min | 44       | 44   |
| Markuss Vinogradovs | Gundersen Großschanze   | 88,0 m      | 30,9        | 47          | DNF         | DNF      | DNF  |

### Rennrodeln
| Athlet                                                      | Wettbewerb   | Lauf 1       | Lauf 1 | Lauf 2   | Lauf 2 | Lauf 3   | Lauf 3 | Lauf 4       | Lauf 4 | Gesamt       | Gesamt |
| Athlet                                                      | Wettbewerb   | Zeit         | Rang   | Zeit     | Rang   | Zeit     | Rang   | Zeit         | Rang   | Zeit         | Rang   |
| ----------------------------------------------------------- | ------------ | ------------ | ------ | -------- | ------ | -------- | ------ | ------------ | ------ | ------------ | ------ |
| Frauen                                                      |              |              |        |          |        |          |        |              |        |              |        |
| Kendija Aparjode                                            | Einsitzer    | 59,107 s     | 13     | 59,020 s | 7      | 58,928 s | 15     | 59,084 s     | 12     | 3:56,139 min | 11     |
| Elīza Tīruma                                                | Einsitzer    | 58,956 s     | 8      | 58,849 s | 6      | 58,865 s | 11     | 58,771 s     | 8      | 3:55,441 min | 8      |
| Elīna Ieva Vītola                                           | Einsitzer    | 59,025 s     | 12     | 59,140 s | 14     | 59,029 s | 17     | 1:00,957 min | 19     | 3:58,151 min | 18     |
| Männer                                                      |              |              |        |          |        |          |        |              |        |              |        |
| Kristers Aparjods                                           | Einsitzer    | 57,364 s     | 4      | 57,597 s | 6      | 57,399 s | 4      | 57,693 s     | 9      | 3:50,053 min | 5      |
| Gints Bērziņš                                               | Einsitzer    | 57,414 s     | 7      | 57,709 s | 7      | 57,480 s | 6      | 57,570 s     | 7      | 3:50,173 min | 7      |
| Artūrs Dārznieks                                            | Einsitzer    | 58,166 s     | 17     | 59,370 s | 28     | 57,932 s | 12     | 58,241 s     | 17     | 3:53,709 min | 18     |
| Mārtiņš Bots Roberts Plūme                                  | Doppelsitzer | 58,628 s     | 5      | 58,791 s | 5      | —        | —      | —            | —      | 1:57,419 min | 4      |
| Andris Šics Juris Šics                                      | Doppelsitzer | 58,703 s     | 6      | 58,734 s | 4      | —        | —      | —            | —      | 1:57,437 min | 5      |
| Mixed                                                       |              |              |        |          |        |          |        |              |        |              |        |
| Elīza Tīruma Kristers Aparjods Mārtiņš Bots / Roberts Plūme | Teamstaffel  | 3:04,354 min | 3      | —        | —      | —        | —      | —            | —      | 3:04,354 min | Bronze |

### Shorttrack
| Athlet            | Wettbewerb | Vorlauf      | Vorlauf | Viertelfinale | Viertelfinale | Halbfinale    | Halbfinale    | Finale A/B    | Finale A/B    | Rang |
| Athlet            | Wettbewerb | Zeit         | Rang    | Zeit          | Rang          | Zeit          | Rang          | Zeit          | Rang          | Rang |
| ----------------- | ---------- | ------------ | ------- | ------------- | ------------- | ------------- | ------------- | ------------- | ------------- | ---- |
| Männer            |            |              |         |               |               |               |               |               |               |      |
| Reinis Bērziņš    | 1500 m     | —            | —       | 2:15,371 min  | 5 ADV         | 2:14,714 min  | 4             | 2:18,499 min  | 5             | 15   |
| Roberts Krūzbergs | 500 m      | 40,430 s     | 3       | 40,694 s      | 3             | 41,870 s      | 5             | 41,465 s (B)  | 4             | 9    |
| Roberts Krūzbergs | 1000 m     | 1:23,979 min | 3       | ausgeschieden | ausgeschieden | ausgeschieden | ausgeschieden | ausgeschieden | ausgeschieden | 20   |
| Roberts Krūzbergs | 1500 m     | —            | —       | 2:10,999 min  | 5             | ausgeschieden | ausgeschieden | ausgeschieden | ausgeschieden | 26   |

### Skeleton
| Athlet         | Wettbewerbe | Lauf 1      | Lauf 1 | Lauf 2      | Lauf 2 | Lauf 3      | Lauf 3 | Lauf 4      | Lauf 4 | Gesamt      | Gesamt |
| Athlet         | Wettbewerbe | Zeit        | Rang   | Zeit        | Rang   | Zeit        | Rang   | Zeit        | Rang   | Zeit        | Rang   |
| -------------- | ----------- | ----------- | ------ | ----------- | ------ | ----------- | ------ | ----------- | ------ | ----------- | ------ |
| Frauen         |             |             |        |             |        |             |        |             |        |             |        |
| Endija Tērauda | Einzel      | 1:02,98 min | 20     | 1:03,15 min | 19     | 1:02,65 min | 18     | 1:02,79 min | 17     | 4:11,57 min | 20     |
| Männer         |             |             |        |             |        |             |        |             |        |             |        |
| Martins Dukurs | Einzel      | 1:00,62 min | 6      | 1:00,62 min | 3      | 1:00,40 min | 4      | 1:01,12 min | 13     | 4:02,76 min | 7      |
| Tomass Dukurs  | Einzel      | 1:00,76 min | 8      | 1:00,79 min | 7      | 1:00,74 min | 10     | 1:00,92 min | 10     | 4:03,21 min | 9      |

### Ski Alpin
| Athleten              | Wettbewerbe  | 1. Lauf     | 1. Lauf | 2. Lauf       | 2. Lauf       | Gesamt        | Gesamt        |
| Athleten              | Wettbewerbe  | Zeit        | Rang    | Zeit          | Rang          | Zeit          | Rang          |
| --------------------- | ------------ | ----------- | ------- | ------------- | ------------- | ------------- | ------------- |
| Frauen                |              |             |         |               |               |               |               |
| Liene Bondare         | Slalom       | 1:00,45 min | 48      | DNF           | DNF           | ausgeschieden | ausgeschieden |
| Männer                |              |             |         |               |               |               |               |
| Miks Edgars Zvejnieks | Riesenslalom | 1:09,59 min | 33      | 1:13,04 min   | 26            | 2:22,63 min   | 26            |
| Miks Edgars Zvejnieks | Slalom       | DNF         | DNF     | ausgeschieden | ausgeschieden | ausgeschieden | ausgeschieden |

### Skilanglauf
| Athleten                                                    | Wettbewerbe       | Zeit        | Rang |
| ----------------------------------------------------------- | ----------------- | ----------- | ---- |
| Frauen                                                      |                   |             |      |
| Kitija Auziņa                                               | 10 km klassisch   | 33:26,3 min | 68   |
| Baiba Bendika                                               | 30 km Freier Stil | 1:33:37,8 h | 31   |
| Patrīcija Eiduka                                            | 10 km klassisch   | 30:34,7 min | 23   |
| Patrīcija Eiduka                                            | 15 km Skiathlon   | DNS         | DNS  |
| Patrīcija Eiduka                                            | 30 km Freier Stil | 1:33:51,2 h | 32   |
| Samanta Krampe                                              | 10 km klassisch   | 39:34,2 min | 93   |
| Estere Volfa                                                | 10 km klassisch   | 36:36,9     | 84   |
| Patrīcija Eiduka Kitija Auziņa Baiba Bendika Samanta Krampe | 4 × 5 km          | 1:01:20,6 h | 17   |
| Männer                                                      |                   |             |      |
| Roberts Slotiņš                                             | 15 km klassisch   | 44:44,8 min | 74   |
| Roberts Slotiņš                                             | 50 km Freier Stil | 1:24:46,4 h | 54   |
| Raimo Vīgants                                               | 15 km klassisch   | 43:10,9 min | 62   |
| Raimo Vīgants                                               | 30 km Skiathlon   | LAP         | 51   |
| Raimo Vīgants                                               | 50 km Freier Stil | 1:18:55,2 h | 44   |

| Athleten                      | Wettbewerbe | Qualifikation | Qualifikation | Viertelfinale | Viertelfinale | Halbfinale    | Halbfinale    | Finale        | Finale        | Rang |
| Athleten                      | Wettbewerbe | Zeit          | Rang          | Zeit          | Rang          | Zeit          | Rang          | Zeit          | Rang          | Rang |
| ----------------------------- | ----------- | ------------- | ------------- | ------------- | ------------- | ------------- | ------------- | ------------- | ------------- | ---- |
| Frauen                        |             |               |               |               |               |               |               |               |               |      |
| Kitija Auziņa                 | Sprint      | 3:51,60 min   | 76            | ausgeschieden | ausgeschieden | ausgeschieden | ausgeschieden | ausgeschieden | ausgeschieden | 76   |
| Patrīcija Eiduka              | Sprint      | 3:24,32 min   | 32            | ausgeschieden | ausgeschieden | ausgeschieden | ausgeschieden | ausgeschieden | ausgeschieden | 32   |
| Samanta Krampe                | Sprint      | 3:46,66 min   | 73            | ausgeschieden | ausgeschieden | ausgeschieden | ausgeschieden | ausgeschieden | ausgeschieden | 73   |
| Estere Volfa                  | Sprint      | 4:03,36 min   | 81            | ausgeschieden | ausgeschieden | ausgeschieden | ausgeschieden | ausgeschieden | ausgeschieden | 81   |
| Kitija Auziņa Estere Volfa    | Team-Sprint | —             | —             | —             | —             | 26:46,26 min  | 11            | ausgeschieden | ausgeschieden | 21   |
| Männer                        |             |               |               |               |               |               |               |               |               |      |
| Roberts Slotiņš               | Sprint      | 3:07,41 min   | 70            | ausgeschieden | ausgeschieden | ausgeschieden | ausgeschieden | ausgeschieden | ausgeschieden | 70   |
| Raimo Vīgants                 | Sprint      | 2:53,98 min   | 28            | 3:06,63 min   | 4             | ausgeschieden | ausgeschieden | ausgeschieden | ausgeschieden | 20   |
| Roberts Slotiņš Raimo Vīgants | Team-Sprint | —             | —             | —             | —             | 21:06,82 min  | 11            | ausgeschieden | ausgeschieden | 21   |